# Port lotniczy Chatanga
Port lotniczy Chatanga (kod lotniska IATA: HTG, kod lotniska ICAO: UOHH) – lotnisko znajdujące się w Kraju Krasnojarskim, w Rosji, 1 km na północ od Chatangi. To główne lądowisko w tej części kraju, które obsługuje samoloty pasażerskie średniej wielkości. W latach 70. XX wieku lotnisko przeznaczone było dla radzieckich myśliwców przechwytujących. Dzisiaj służy jako baza dla ekspedycji turystycznych wyruszających na Biegun Północny przez Sriednij Ostrow, jednak arktyczne regiony ciągle pozostają strefami militarnymi i Chatanga jest pierwszym przystankiem, który wymaga pozwolenia na wejście wydawanego przez strażników granicznych Federalnej Służby Bezpieczeństwa Rosji.
Lotnisko jest używane jako zapasowe w przypadku awarii dwusilnikowych samolotów lecących nad Syberią, jednak przystosowane jest do lądowania jedynie podczas dobrej pogody.
Właścicielem lotniska jest KrasAvia.